# رون كريفير
رون كريفير (بالفرنسية: Ron Crevier) مواليد 14 أبريل 1958 في مونتريال، هو لاعب كرة سلة كندي سابق. بدأ مسيرته الاحترافية في سنة 1983. تم اختياره من قبل فريق شيكاغو بولز خلال الدرافت. يبلغ طوله 7 قدم 0 بوصة (2.1 م). اعتزل اللعب في 1987.

## المسيرة الاحترافية
لعب مع غولدن ستايت ووريورز في سنة 1985، ثم لعب مع ديترويت بيستونز في سنة 1985، ثم لعب مع فالنسيا باسكت في الدوري الإسباني في موسم 1986–1987.

## روابط خارجية
- رون كريفير على موقع الاتحاد الدولي لكرة السلة (الإنجليزية)
- رون كريفير على موقع إن بي أي (الإنجليزية)
- رون كريفير على موقع سبورتس رفرنس (الإنجليزية)
- رون كريفير على موقع كلية كرة السلة في سبورتس رفرنس.كوم (الإنجليزية)
- رون كريفير على موقع ريلجم (الإنجليزية)
- رون كريفير على موقع بروبوليرز (الإنجليزية)